# ريك بيترز
ريك بيترز (بالإنجليزية: Rick Peters)‏ هو ممثل أمريكي، ولد في 1 يونيو 1967 بديترويت في الولايات المتحدة.

## أعمال

### مسلسلات
- ربات بيوت يائسات
- التحقيق في موقع الجريمة
- ميامي
- فيرونيكا مارس
- كاسل

## وصلات خارجية
- ريك بيترز على موقع IMDb (الإنجليزية)
- ريك بيترز على موقع ألو سيني (الفرنسية)
- ريك بيترز على موقع أول موفي (الإنجليزية)
- ريك بيترز على موقع قاعدة بيانات الفيلم (الإنجليزية)
- ريك بيترز على موقع كينوبويسك (الروسية)